# 跃进水库 (玛纳斯)
跃进水库，位于中华人民共和国新疆维吾尔自治区昌吉回族自治州玛纳斯县县城以北20千米玛纳斯河上，是一座以灌溉为主的中型平原水库。水库最初是1952年新疆生产建设兵团农业建设第八师利用洼地筑坝拦蓄泉水，最初称大海子水库，1958～1959年扩建后改为跃进水库。水库总库容为1.033亿立方米，大坝为均质土坝，主坝长9.55千米，坝长10450米，最大坝高13.99米，正常蓄水位时水面面积22.6平方千米。水库控制灌溉面积7.33万公顷。